# Dark Tranquillity
Dark Tranquillity je švedski melodični death metal sastav. Jedni su od pionira tog žanra, te su najdugovječniji sastav s izvorne göteborške metal scene.

## Povijest sastava
Sastav su 1989. pod imenom Septic Broiler osnovali Mikael Stanne i Niklas Sundin, a uz njih, prvu postavu činili su i Anders Fridén, Anders Jivarp i Martin Henriksson. Nakon promjene imena, te nekoliko snimljenih dema, svoj prvi studijski album Skydancer objavljuju 1993. No ubrzo prvi pjevač Anders Fridén napušta sastav (kasnije se pridružuje In Flamesu), a njegovo mjesto preuzima dotadašnji gitarist i prateći vokal, Mikael Stane.
Godine 1995. objavljuju svoj drugi studijski album The Gallery, koji se smatra klasikom melodičnog death metala, te su ga kasnije mnogi sastavi navodili kao svoj najveći uzor. Uz manju promjenu stila, idući album The Mind's I objavljuju 1997. godine. 
Njihov četvrti studijski album Projector iz 1999. bio je nominiran za švedski Grammy. Na idućem album Haven, sastav je po prvi put uveo klavijature. Ubrzo nakon objave šestog studijskog albuma Damage Done, objavljuju i prvi DVD s nastupa uživo. S idućeg albuma Character, objavili su i uspješan singl "Lost to Apathy". Idući album Fiction objavljuju 2007., a deveti We Are the Void u veljači 2010. godine. Godine 2013., basist Daniel Antonsson napušta sastav kako bi se više fokusirao na sviranje gitare te produciranje. U svibnju iste godine objavljuju svoj deseti studijski album Construct.

## Članovi sastava
Sadašnja postava
- Mikael Stanne – vokal (1993. –), gitara (1989. −1993.)
- Johan Reinholdz – gitara (2020. –)
- Martin Brändström – klavijature (1999. –)
- Christian Jansson – bas-gitara (2022. –)
- Joakim Strandberg-Nilsson – bubnjevi (2022. –)

Bivši članovi
- Anders Fridén – vokal (1989. – 1993.)
- Fredrik Johansson – gitara (1993. – 1998.)
- Michael Nicklasson – bas-gitara (1999. – 2008.)
- Daniel Antonsson – bas-gitara (2008. – 2013.)
- Niklas Sundin – gitara (1989. – 2020.)
- Martin Henriksson – gitara (1999. – 2016.), bas-gitara (1989. – 1998.)
- Anders Iwers – bas-gitara (2016. – 2021.)
- Anders Jivarp – bubnjevi (1989. – 2021.)
- Christopher Amott – gitara (2020. – 2023.)

## Diskografija
Studijski albumi
- Skydancer (1993.)
- The Gallery (1995.)
- The Mind's I (1997.)
- Projector (1999.)
- Haven (2000.)
- Damage Done (2002.)
- Character (2005.)
- Fiction (2007.)
- We Are the Void (2010.)
- Construct (2013.)
- Atoma (2016.)
- Moment (2020.)

EP-ovi
- A Moonclad Reflection (1992.)
- Of Chaos and Eternal Night (1995.)
- Enter Suicidal Angels (1996.)
- Lost to Apathy (2004.)
- Zero Distance EP (2012.)

Koncertni albumi
- Live Damage (2003.)
- Where Death Is Most Alive (2009.)
- For the Fans (2013.)

Kompilacije
- Skydancer/Of Chaos and Eternal Night (1999.)
- Exposures – In Retrospect and Denial (2004.)
- Manifesto of Dark Tranquillity (2009.)
- Yesterworlds (2009.)
- The Dying Fragments (2009.)

Demo uradci
- Enfeebled Earth (1990.) (kao Septic Boiler)
- Trail of Life Decayed (1991.)

## Vanjske poveznice
- Službena stranica